# 中子鋪遺址
中子鋪遺址位於四川省廣元市朝天區中子鎮高車村一組，嘉陵江上游支流潛溪河南岸，小地名營盤梁，細石器遺址，面積約3000平方公尺。1990年1991年中國社會科學院考古研究所四川工作隊兩次發掘，出土和採集文物標本近2萬件。文化層厚0.5公尺，分早晚兩期文化遺存。早期出土有大量細石器，器形有棋形、柱形、錐形、漏斗形石核，尖狀器、鈍刃圓刮器、石核式小刮器等。還發現有少量夾砂紅褐陶片，出土有三足器的柱狀小實足。晚期遺存以磨制石器和夾砂灰褐陶為主，器形有石斧、石錛、穿孔石刀、陶罐等。經C14測定該遺址年代分別為距今7000-6000年和6000-5500年左右，是四川盆地最早的新石器時代遺址之一。該遺址是四川境內當今發現的文化特徵突出，遺物最為豐富的一處細石器遺址，填補了中國南部無細石器文化的空白。1991年列入朝天區文物保護單位，2012年列入第八批四川省文物保護單位。2019年列入第八批全国重点文物保护单位。